# Азария Джугаеци (календаровед)
Азария Джугаеци (арм. Ազարիա Ջուղայեցի) — армянский учёный, календаровед XVI века.
Родился и жил в Джульфе (арм. Джуга), отца звали Ериджан. Составил календарь, известный как «Календарь джульфинцев» или «Календарь Азарии». Иногда его отождествляют с одноимённым поэтом.

## Календарь Азарии
Ведёт летоисчисление с 1615/16 года, т.е. после окончания второго 532-летнего цикла армянского церковного календаря. Изначально считалось, что календарь был составлен в начале XVII века, незадолго до 1615 года, но найденные в 1950-х годах оригинальные рукописи Азарии позволили датировать его деятельность серединой XVI века. В «Календаре джульфинцев» в основном сохранены принципы традиционного армянского календаря: год был неподвижным, состоял из 12 месяцев по 30 дней и одного дополнительного 5-дневнего месяца. В високосный год (каждые четыре года, наподобие юлианского календаря) Азария добавлял один день к 12-му месяцу Нирхан. Начало года было перенесено с 11 августа на 21 марта (день равноденствия), и были изменены названия месяцев. Большинство новых названий имели арабское происхождение, впоследствии были попытки изменить их на армянские. Календарь Азарии не получил широкого распространения и использовался только в армянских колониях Ирана (особенно в Новой Джульфе) и Индии вплоть до XIX века. Труд Джугаеци, озаглавленный «Образец календаря Азарии» (арм. «Պատճէն տօմարին Ազարիայի»), был опубликован уже в 1685 году . В этом труде содержатся и правила "арифметического искусства". В 1698 году видный учёный Гукас Ванандеци издал книгу «Согласование пяти разновидностей месяцев: римлян, Азарии, армян, евреев и мусульман» (арм. «Համաձայնութիւն հնգատեսակ ամսոց / Հռօմայեցւոց, Ազարիայի, Հայոց, Հրէից, և Տաճկաց»).

#### Календарь Азарии в соответствии сюлианским календарём
| Весна                       | Лето                             | Осень                           | Зима                           |
| --------------------------- | -------------------------------- | ------------------------------- | ------------------------------ |
| Шамс (21 марта — 19 апреля) | Наха (19 июня — 18 июля)         | Тир (17 сентября — 16 октября)  | Арам (16 декабря — 14 января)  |
| Адам (20 апреля — 19 мая)   | Гамар (19 июля — 17 августа)     | Дама (17 октября — 15 ноября)   | Овдан (15 января — 13 февраля) |
| Шбат (20 мая — 18 июня)     | Надар (18 августа — 16 сентября) | Хамера (16 ноября — 15 декабря) | Нирхан (14 февраля — 15 марта) |

13-й месяц назывался Авеляц (16 марта — 20 марта).